# Hiroaki Zakoji
Hiroaki Zakoji, (jap. 座光寺公明 Zakoji Hiroaki) (Tokio, 20 de enero de 1958 — Tokio, 29 de enero de 1987), fue un compositor y pianista japonés.

## Biografía
Hiroaki Zakoji nació en 1958 en Tokio y creció en Hokkaidō. Estudió composición bajo la tutela del maestro Masanobu Kimura mientras aisistía a la escuela media superior en Hokkaido. Posteriormente estudió en el Instituto de Arte de la Universidad Nihon de Tokio aprendiendo composición con el profesor Kiyohiko Kijima y piano con Midori Matsuya. También estudió composición con el profesor Roh Ogura en Kamakura.
En 1982 organizó el ensamble "Tokio Shin-Wagaku Consort" que interpretaba regularmente obras propias y de otros jóvenes compositores contemporáneos. En 1985, se presentó en el concierto IGNM (Internationale Gesellschaft fur Neue Musik) en Basilea (Basilea), Suiza. En abril de 1986, regresó a Basilea donde compuso e interpretó su “Pieza # 3 para Piano Op. 36.” También viajó por España y Dinamarca y escribió para una revista musical. La composición II (Op.11) y la composición III (Op.13) Fueron difundidas por una emisora de radio española. En junio de 1986 fue uno de los finalistas en la Competencia Internacional de Música Budista en Tokio y su Op.18 “Continuum” fue interpretada en estreno por la Orquesta Sinfónica de Tokio bajo la dirección del Maestro Hiroyuki Iwaki (1932-2006).
Falleció unos días después de cumplir 29 años de edad a causa de un paro cardíaco, el 29 de enero de 1987 en Tokio.
Dejó escritas 38 obras en su corta vida de 29 años. Todas sus obras y algunas de sus grabaciones son preservadas en El Centro de Documentación de la Música Moderna del Japón en Tokio.
El compositor inglés, James Stevens escribió,"...Su obra era única porque a pesar de su estilo esencialmente contemporáneo no estaba influido por las modas del momento y estaba al margen de las corrientes de los compositores contemporáneos. Su material era el producto de un exquisito oído interior y estaba tratado con una integridad mozartiana. También daba cuerpo a conceptos tradicionales japoneses: tanto era capaz de componer para un grupo de cámara, sintetizador, orquesta sinfónica o instrumentos tradicionales..."
Chamber Cello Concerto (Op. 29) fue interpretada junto con una obra de Tōru Takemitsu, otra de Isang Yun y una obra de David Padrós en el concierto Orient-Occident en el Teatre Lliure (Barcelona) en abril y mayo de 1992.
En enero de 2008 el compositor catalán Llibert López Pascual grabó algunas de las primeras obras de Hiroaki: Scherzo, Andante 1, Adagio y Movement. Scherzo fue retransmitida por Radio Fermo Uno en febrero de 2008.

## Carácter
Ya que creció en Hokkaidō, en la parte norte de Japón, donde el clima era frío y duro, parecía haber adquirido un carácter fuerte y paciente. Amaba la naturaleza y la nieve. Le encantaba esquiar. Era un trabajador incansable y una persona muy especial, así como su talento, era muy cálido y cariñoso.
La contradicción era parte de su carácter. Era duro, pero al mismo tiempo sensible y delicado. Era introvertido y extravertido a la vez. Por un lado, poseía una naturaleza muy contemplativa, como se refleja en muchas de sus obras. Estaba interesado en el Budismo y en el tema de la “muerte”, lo que no era corriente en un joven de su edad. Por otro lado era casi un deportista a quien le encantaba esquiar. Tenía el 1.er. Grado de la S.A.J (Asociación de Esquí de Japón) y durante el invierno trabajaba como monitor de esquí en la estación de montaña de Utsukushi-Gahara en Nagano. Era un tipo alegre, a quien le encantaba bromear. Su sentido del humor y su carácter único le hizo ganar muchos amigos.
Era muy avanzado en su forma de pensar y muy maduro. Estaba en la veintena, pero hablaba con compositores mayores que él como si fueran iguales. Era muy maduro, pero al mismo tiempo era inocente y puro como un niño. Era internacional, le interesaba viajar y tocar en el extranjero, pero al mismo tiempo era patriota y nacionalista, amaba a su país y a su gente. Su interés por la historia antigua y la mitología de Japón, Kojiki y Nihon Shoki le hizo escribir una obra, “Ama no Uzume” (Op. 4). También le interesaba la música tradicional japonesa, Gagaku, y escribió tratados: “Los instrumentos tradicionales japoneses” y “Investigación de la música tradicional japonesa y su conversión en mi obra”.
Su color favorito era el negro. Su ciudad favorita Kamakura. Su novelista favorito era Ryunosuke Akutagawa. De hecho, dejó un libro de notas en el que estaba componiendo su nuevo trabajo, la ópera “El Hilo de la Araña”, cuando murió. Era muy pulcro y organizado. Después de su muerte, se encontraron todas sus partituras muy ordenadas, como si hubiera predicho su repentino fin.
Sentía amor y compasión por el prójimo, con su sentido del humor y su carácter único, ganando muchos amigos. Casi 300 personas fueron a presentar sus respetos el día de su funeral. Era un prodigio tremendo. Su súbita muerte fue una tragedia inconmensurable de la que mucha gente se lamentó y lloraron por la pérdida de este raro y joven talento, justo cuando estaba alcanzando el zénit.

## Obras

### Piezas para orquesta
- Sinfonietta para cuerdaop. 3 (1979)
- "Transformación" (para orquesta), op. 7 (1980)
- "Meta polifonía" (para orquesta), op. 10 (1981)
- "Detenido en el tiempo" (para orquesta), op 32 (1982)
- "Continuum" para orquesta - (título original: "Continuum tiempo-espacio") (Estreno: Concurso Internacional para la Música Budista en Tokio 1986)

### Conciertos
- Concierto para piano, op 21 (1983)
- Concierto de cámara para violoncelo (para violoncelo y orquesta), op. 29 a (1985)
- Concierto para violoncelo, op. 29 b (1985)

### Música de cámara
- Sonata para flauta y piano, op. 2 (1979)
- "Ama no Uzume" (para soprano, piano, percusión y 7 instr. de viento), op. 4 (1980)
- Sinfonía de cámara, op. 5 (1980)
- Composición I "silencio interior" (para flauta, violín, piano, op. 8 (1981)
- Cuarteto de cuerda (inacabado), op. 9 (1981)
- Cuarteto de cuerda, op. 12a (1981)
- Preludio y fuga para cuarteto de cuerda, op. 12 b (1981)
- Composición III "Ke" (para shakuhachi y koto), op. 13 (1981)
- "Tiempo en tiempo" para dos marimbas, op. 17 (1982)
- Preludio para cuerda, op. 20 (1982)
- Trío con piano (para piano, flauta, violín, op. 23 (1983)
- Quinteto (para flauta, clarinete, violín, violoncelo, piano), op. 24 (1983)
- Composición V (para flauta y arpa), op. 26 (1983)
- Monodia (para flauta y piano), op. 31 (1985)
- Suite para instrumentos tradicionales (para traverso, va. da gamba y clave), op. 34 (1986)
- Composición VI (para shakuhachi, koto, piano), op. 37 (1986)
- Morfología (para 2 pianos), op. 38 (1986)

### Piezas a solo
- Composición II "Myou" (para flauta), op. 11 (1981)
- Composición IV "Danza sagrada" (para percusión), op. 14 (1982)
- Variaciones para violoncelo, op. 16 (1982)
- Mono-morfología I "Fujyu" (para flauta y shakuhachi), op. 22 (1983)
- Mono-morfología II (para guitarra), op. 27 (1983)
- Pieza para piano I, op. 28 (1985)
- Pieza para piano II, op. 30 (1985)
- "Aya" (para koto), op. 35 (1986)
- Mono-morfología III (para oboe), op. 33 (1986)
- Pieza para piano III, op. 36 (1986)

### Piezas para canto
- Tres canciones, basadas en poemas de Chuya Nakahara (para soprano y piano), op. 1 (1978)
- "Muerte y sonrisa" (para barítono y piano), op. 6 (1980)
- Dos canciones, cantadas por el príncipe Karu (tenor, piano), op. 15 (1982)
- "Desde el abismo de la muerte" (para voz y piano), op 19 (1982)

### Piezas corales
- "Funeral" (para coro y orquesta), op. 25 (1983)
- Invención (1985)